# Tomaž Domicelj
Tomaž Domicelj [~ domicél], slovenski kantavtor, kitarist in slavist, * 11. marec 1948, Ljubljana.
Domicelj se je sprva učil igranja na violino in ustno harmoniko, pri šestnajstih letih pa začel igrati na kitaro in nedolgo zatem z Jernejem Jungom in Janezom Bončino-Benčem ustanovil ansambel Helioni. Na Filozofski fakulteti v Ljubljani je študiral angleški in slovenski jezik. Iz angleščine je prevedel biografije Boba Dylana, Elvisa Presleya, 2 knjigi o skupini The Beatles in avtobiografijo Woodyja Gurthrieja »Zapisan slavi« (Bound For Glory).
Domicelj je za svoje skladbe prejel številne nagrade na festivalih doma in v tujini. Med letoma 1985 in 1992 je živel in deloval v Londonu, po vrnitvi v domovino pa je ustanovil založniško in distribucijsko podjetje DOTS Records (ki ga je nato prodal založbi Dallas Records). V devetdesetih je na televiziji TV3 vodil glasbeno oddajo »Zdrava video glava«. Nekaj let je bil predsednik združenja SAZAS.

## Uspešnice
- Slovenskega naroda sin
- Danes bo srečen dan
- Kamionar (Žena, jutr 'mam furo spet)
- Zbogom, sin
- Jamajka
- Avtomat
- Življenje je lepo

## Diskografija

### Singli
- "Stara mama" (1972)
- "Kaj je še ljubezen" (1977)
- "Jamajka" (1978)
- "Avtomat" (1979)
- "Maša" (1980)
- "Stari prijatelj" (1980)

### Albumi
- V živo (1977)
- 48 (1979)
- Ženska Ženske Ženski In Druge Drugačne Pesmi (1980, 1993)
- Kratke domače (1982)

A. Končno človek brez problemov, Joj, mami, pankerji grejo, Daj mi mir, Učilna zidana, Lepe oči, Šmarnogorski zvonovi
B. Parada, On ne išče straž, Samo najmočnejši ostanejo, Banane, Na morju ni nič več lepo, Kamionar
- Brez zavor (1985)

## Nastopi na glasbenih festivalih

### Melodije morja in sonca
- 1981: Na morju ni nič več lepo - 2. nagrada občinstva
- 1982: Meri se je vrnila
- 1984: Sol - nagrada strokovne žirije za najboljši odrski nastop
- 1992: Anamaria
- 1994: Afrika, mama Afrika
- 1999: Leta 2050 (s Karamelo)
- 2001: Napisal bom pesem (z Vladom Turnškom)
- 2002: Spomin na Meri